# Opodiphthera
Opodiphthera é um gênero de mariposa pertencente à família Saturniidae.